# 튜브 패닉
《튜브 패닉》(チューブパニック, 츄브-패니쿠, TUBE PANIC )은 일본물산이 발매/제작 협력해, 개발은 후지텍이 한 아케이드 용 게임이다. 발매년은 1984년 1월. 일본물산 처음이자 마지막으로 채감형 게임으로 발매한 게임이다. 자사 제작의 CPU인 NSC를 쓰고 있다.

## 개요
1984년 당대로써는 일본 제작의 아케이드 게임으로써는 본격적으로 확대/축소 효과를 사용하는 등 그래픽 면에서 전 진보하고 있는 게임이다. 이 탓에 기판의 가격은 당시에는 100만엔을 초과했고, 일본 중요 도심지에 아케이드 센터(게이센)에 배치되어 있었다. 특이하게 당대의 게임으로써는 엔딩과 크레딧이 있고, 무한 루프제가 아니다.
게임 시스템 면에서는 동사의 문 크레스타같은 슈팅 게임처럼 2.5D 화면의 2방향 스크롤로 속도를 조절하면서 전진해 나간다. 플레이어의 전투기는 이 속에서 튜브를 돌파해 나가는 것이 목적이다. 이 튜브를 클리어하고 나면, 플레이어 편의 전함에서 착륙 해서 보너스 점수 및 연료를 얻을 수 있다. 그러나 연료가 바닥 날 시 게임 오버 된다.